# Norra Vrams socken
Norra Vrams socken i Skåne ingick i Luggude härad, med norra delen före 1889 i Södra Åsbo härad och ingår sedan 1974 i Bjuvs kommun, från 2016 inom Norra Vrams distrikt.
Socknens areal är 36,72 kvadratkilometer varav 36,33 land. År 1952 fanns här 1 295 invånare. Kyrkbyn Norra Vram med sockenkyrkan Norra Vrams kyrka ligger i socknen.

## Administrativ historik
Socknen har medeltida ursprung. Namnet var förr även Vrams socken. Norra delen av socken var före 1889 en del av Södra Åsbo härad och Kristianstads län.
Vid kommunreformen 1862 övergick socknens ansvar för de kyrkliga frågorna till Norra Vrams församling och för de borgerliga frågorna bildades Norra Vrams och Södra Vrams landskommuner. Norra Vrams landskommun upplöstes den 1 januari 1952 då den uppgick i Billesholms landskommun, förutom ett område med 778 invånare och omfattande 4,97 km², varav allt land, som överfördes till Bjuvs köping. Norra Vrams socken ingår i sin helhet sedan 1974 i Bjuvs kommun. Församlingen uppgick 2006 i Bjuvs församling.
1 januari 2016 inrättades distriktet Norra Vram, med samma omfattning som församlingen Norra Vram hade 1999/2000 och vari denna socken ingår.
Socknen har tillhört län, fögderier, tingslag och domsagor enligt vad som beskrivs i artikeln Luggude härad. De indelta soldaterna tillhörde Norra skånska infanteriregementet, Norra Åsbo kompani och Skånska husarregementet, Billesholms kompani (fram till omorganisationen 1833, därefter Fjärestad skvadron).

## Geografi
Norra Vrams socken ligger öster om Helsingborg med Söderåsen i nordost och Vege å i söder. Socknen är en odlad slättbygd i sydväst och kuperad skogsbygd i nordost på Söderåsens sluttning med höjder som når 151 meter över havet.

## Fornlämningar
Några gravhögar från bronsåldern är funna.

## Namnet
Namnet skrevs 1330 Norrävraam och kommer från kyrkbyn. Namnet innehåller plural av vrå, 'krok, hörn', syftande på någon terrängformation..